# Eneryda IF
Eneryda IF är en idrottsförening från Eneryda i Kronobergs län. Föreningen bildades 1930 och dess seniorverksamhet är sedan 2015  sammanslagen med Liatorps IF i Liatorp/Eneryda IF. Sportsligt var föreningens höjdpunkt spel i gamla division IV säsongen 1970.
Enerydas verksamhet bedrivs på Enevallen (invigd 1941).